# Les P'tits Pois
Cet article concerne la chanson Les P'tits Pois. Pour la légumineuse, voir Petit pois.
Les P'tits Pois (sous-titré Chant patriotique) est une chanson « scie » de Dranem sortie entre 1901 et 1904,,,,,,.

## Développement et composition
La chanson a été écrite par Félix Mortreuil et Émile Spencer.

## Analyse
C'est une chanson absurde, du genre « comique idiot », genre créé par Dranem. Le refrain va comme ça :

« Ah ! Les p'tits pois, les p'tits pois, les p'tits pois
C'est un légume bien tendre
Ah ! Les p'tits pois, les p'tits pois, les p'tits pois
Ça n'se mange pas avec les doigts ! »

L'Histoire de la chanson française: Des origines à 1780 mentionne la chanson comme ceci :

« Les anciens avaient connu cette surprenante idiotie, immense succès de Dranem clamé à tous les carrefours : Ah les petits pois, les petits pois, les petits pois, C'est un légume bien tendre ! »

Dans En avant la zizique..., Boris Vian cite le premier couplet et le refrain de la chanson, avant de les commenter comme cela, : 

« Ceci est un texte où le génie scintille à l'état pur. »

Vian pointe également l'influence de la chanson sur deux poèmes de Raymond Queneau recueillis dans L'Instant fatal : "Maigrir" et "La pendule".

## Listes des pistes
Cylindre phonographique — 1902 ou 1903, Cylindres Pathé 2899,
1. Les P'tits Pois

Cylindre phonographique — 1902 ou 1903, Cylindres Pathé 3035
1. Les P'tits Pois